# Dr. Ziegner-Gnüchtel
Die Dr. Ziegner-Gnüchtel war ein Seebäderschiff der Stadt Wilhelmshaven, das später unter dem Namen Stubbenkammer längere Zeit auf der Ostsee fuhr. Benannt war sie nach Hans Ziegner-Gnüchtel, der von 1886 bis 1906 Bürgermeister von Wilhelmshaven war.
Das Dampfschiff lief im August 1906 bei Jos. L. Meyer in Papenburg vom Stapel. Die Stadt Wilhelmshaven setzte die Dr. Ziegner-Gnüchtel auf der Linie Wilhelmshaven–Eckwarderhörne sowie für Ausflugsfahrten nach Helgoland und Wangerooge ein. Während des Ersten Weltkriegs diente das Schiff der Kaiserlichen Marine als Stabsschiff der Minensuch-Division in der Außenjade. Von 1919 bis 1927 setzte die Stadt Wilhelmshaven das Schiff erneut im Seebäderdienst und für Helgolandfahrten ein.
1928 erwarben die Gebrüder Wittmiß aus Gager auf Rügen das Schiff und ließen die Passagiereinrichtungen umbauen. Ihre Reederei „Mönchguter Motorschiffslinie“ setzte das in Ernst-Moritz-Arndt umbenannte Schiff vorrangig auf der Linie Göhren–Sellin–Binz–Sassnitz ein. Außerdem wurden Fahrten auf der Ostsee sowie nach Greifswald und Stralsund angeboten.
Die Saßnitzer Dampfschiffsgesellschaft erwarb das Schiff 1934 und setzte es unter dem Namen Stubbenkammer weiterhin im Seebäderdienst an der Küste Rügens, im Greifswalder Bodden und auf der Ostsee ein. Während des Zweiten Weltkrieges zog die Kriegsmarine das Schiff ein und nutzte es als Truppentransporter. Um 1942 war die Stubbenkammer in Kiel stationiert.
Ab 1946 wurde sie kurz nacheinander von den Hamburger Unternehmen Orion Schiffahrts-Gesellschaft und Ernst Behncke bereedert. Die Kieler Verkehrs A.G. charterte das Schiff für die Förde-Fahrt und kaufte es am 1. November 1948. Vor und nach dem Umbau zum Motorschiff 1950 auf der Flensburger Maschinenbau-Anstalt Johannsen & Sörensen diente das in Gaarden umbenannte Schiff als Viehtransporter. Im November 1963 wurde die Gaarden zum Abbruch an Joh. Byl auf Borkum verkauft.

## Technik
Das 34,15 Meter lange und 6,87 Meter breite Dampfschiff war mit 169,58 BRT vermessen. Zwei Verbunddampfmaschinen mit einer Gesamtleistung von 250 PS brachten den Doppelschraubendampfer auf eine Geschwindigkeit von 10 Knoten. Das Schiff galt wegen seines hohen Verbrauchs als „Kohlenfresser“. An Bord befanden sich 8 Mann Besatzung und bis zu 240 Passagiere.